# Galería (militar)
En el ámbito militar, se llama galería al camino angosto y subterráneo, que se hace en las minas para comunicación y uso de los hornillos, sea en el ataque o en la defensa.

## Tipos de galerías
Se llama galería mayor a aquella que tiene de 0,9 a 1,2 m de ancho y 1,5 m a 1,8 m de alto. Otros tipos de galerías son:
- Galería apuntalada o copada.
- Galería aspillerada. Camino cubierto que se construye en las obras de la fortificación aparente o marítima: puede servir como galería de contramina y al mismo tiempo de revestimiento a la escarpa y contraescarpa de los fosos. Siempre que esta galería tenga alguna elevación se practican respiraderos que pueden subir al cordón, a fin de dar salida al humo que precisamente debe producir el fuego que se haga por las aspilleras.
- Galería capital. Se da este nombre a las galerías que se construyen debajo de las capitales de una obra de fortificación.
- Galería de comunicación. Camino subterráneo que se construye para facilitar a los sitiados la comunicación desde el cuerpo de la plaza a las obras exteriores sin ser vistos del enemigo.
- Galería de contramina. Camino cubierto o galería de comunicación para las cámaras de los hornillos de las contraminas.
- Galería cubierta. Camino subterráneo que se construye en los extremos del glacis y comúnmente paralelo a línea magistral o principal de una obra de fortificación. Estas galerías deben mirarse como las primeras de una plaza fortificada y sirven de punto de comunicación o camino cubierto para todas las demás galerías.
- Galería de escucha. Pequeña galería que se construye de trecho en trecho a derecha e izquierda de la galería de contramina y sirve para apostar en ellas algunos minadores a fin de oír y avisar si el enemigo intenta contraminar aquellas obras.
- Galería del foso. Corredor en arcos formados sobre fajinas y tierra con que se ciega el foso para llegar desde los ataques a la brecha, cubriéndole bien con ramas, pieles y otras cosas que resistan el fuego de la plaza.
- Galería magistral. Galería o camino cubierto paralelo a la línea magistral de una plaza y se construye debajo del todo o parte del frente de la fortificación cubriendo y envolviendo las partes contraminadas de una fortificación.
- Galerías mortíferas. Esta galería sigue casi todo el camino cubierto y generalmente llega a la inmediación de la contraescarpa a fin de dar mayor circulación al aire.
- Galería secreta. Paso subterráneo que se construye para llegar a la obra que se quiere hacer saltar.
- Galería subterránea. Camino cubierto y de comunicación entre el cuerpo de la plaza y las obras fortificadas exteriores de mayor importancia. Estas galerías tienen más latitud que las de contramina y a veces se emplean en lugar de conductos de agua para inundar los fosos u otra parte exterior de la plaza.
- Galería transversal. Galería que corta la capital en una dirección perpendicular.